# Ostroj
OSTROJ a.s. je strojírenský podnik v Opavě. Zabývá se především výrobou důlních strojů a je významným exportérem.

## Historie
Podnik byl založen v Opavě v roce 1878 jako strojírna a slévárna Eduarda Tatzela. Závod v dnešní poloze, tj. na Těšínské ulici, začal být budován 28. srpna 1948, v následujícím roce podnik dostal název Ostroj. V roce 1977 byl podnik začleněn do koncernu Ostravsko-karvinské doly. K opětovnému osamostatnění závodu došlo k 27. prosinci 1988, kdy byl zřízen státní podnik Ostroj. Ten byl dán do likvidace v roce 1992 (a posléze k 19. října 1992 zanikl) poté, co byla Fondem národního majetku České republiky k 30. dubnu 1992 zřízena akciová společnost OSTROJ Opava, a.s. Ta byla následně v letech 1993 až 1994 privatizována v kupónové privatizaci. V roce 1999 získal rozhodující podíl ve společnosti jediný akcionář – Vladimír Trochta. V roce 2013 činil jeho podíl ve společnosti 46,6 %. K 1. srpnu 2005 byl název společnosti zkrácen z původního OSTROJ Opava, a.s. na aktuální OSTROJ a.s.

## Dceřiné společnosti
V roce 2013 měla společnost dvě 100% dceřiné společnosti: TECHNICKÉ LABORATOŘE OPAVA, akciová společnost (vlastněná Ostrojem od roku 2000) a OSTROJ COLOMBIA S A S se sídlem v Bogotě.

## Kontroverze
V roce 2006 byli manažeři společnosti Vladimír Trochta a Václav Kratochvíl nepravomocně odsouzeni k šesti a pěti letům vězení za zneužívání informací v obchodním styku, kterým měli spravovanou firmu Ostroj poškodit. K události mělo dojít po roce 2000, kdy zadlužený podnik koupil Vladimír Trochta. Dluh Ostroje vůči Komerční bance ve výši přes půl miliardy Kč tehdy odkoupila státní firma Konpo, která tuto pohledávku nabídla ve výběrovém řízení. Za 143 mil. Kč. ji tehdy koupila Trochtou založená společnost Karajan Financial se sídlem na Panenských ostrovech, která ji ihned prodala Ostroji za 198 mil. Kč, takže účastníci operace na tom dle státního zástupce vydělali 55 mil. Kč. Trochta s Kratochvílem se hájili tím, že tato operace byla jedinou možností jak zabránit nepřátelskému převzetí společnosti. Případný jiný vlastník pohledávky by pak mohl její splacení tvrdě vymáhat, což by mohlo vést k likvidaci společnosti. Krajský soud v Ostravě po odvolání obžalovaných v roce 2008 konstatoval, že v tomto případě se trestný čin nestal.
V roce 2010 společnost věnovala straně TOP 09 sponzorský dar ve výši 1 mil. Kč. Předseda KSČM Vojtěch Filip to označil jako protislužbu za vymazání zástavních práv k nemovitostem Ostroje v roce 2008 ministerstvem financí, které v té době vedl 1. místopředseda TOP 09 Miroslav Kalousek. Ten toto obvinění odmítl.